# Anna Bellmannová
Anna Bellmannová (2. srpna 1825 Praha – 27. února 1893 Praha) byla zvonařka a spolumajitelka rodinného zvonařského závodu v Praze.

## Život

Současná stavba 742/II v Jungmannově ulici

Pocházela z významné zvonařské rodiny Bellmannů, kteří navázali na starý pražský zvonařský rod Kühnerů. Provozovali dílnu v Široké, dnešní Jungmannově ulici 28, čp. 747 na Novém Městě v domě U tří zvonků a odlili mnoho zvonů pro pražské chrámy i venkovské kostely. Anna převzala vedení dílny zhruba v roce 1869 po svém bratru Karlu Ferdinandu Bellmannovi, který se orienoval na tiskařství, nakladatelství a fotografii.
V roce 1876 dílna zanikla. Uvádí se taktéž rok 1873, kdy bylo rozprodáno veškeré vybavení dílny. Od roku 1874 vlastnila dům 742 v Jungmannově ulici. Po její smrti dům odkoupil významný architekt a stavitel František Buldra.
Anna Bellmannová se nikdy neprovdala, je pohřbena v rodinné hrobce na Olšanských hřbitovech v Praze, ve III. hřbitově.

## Dílo

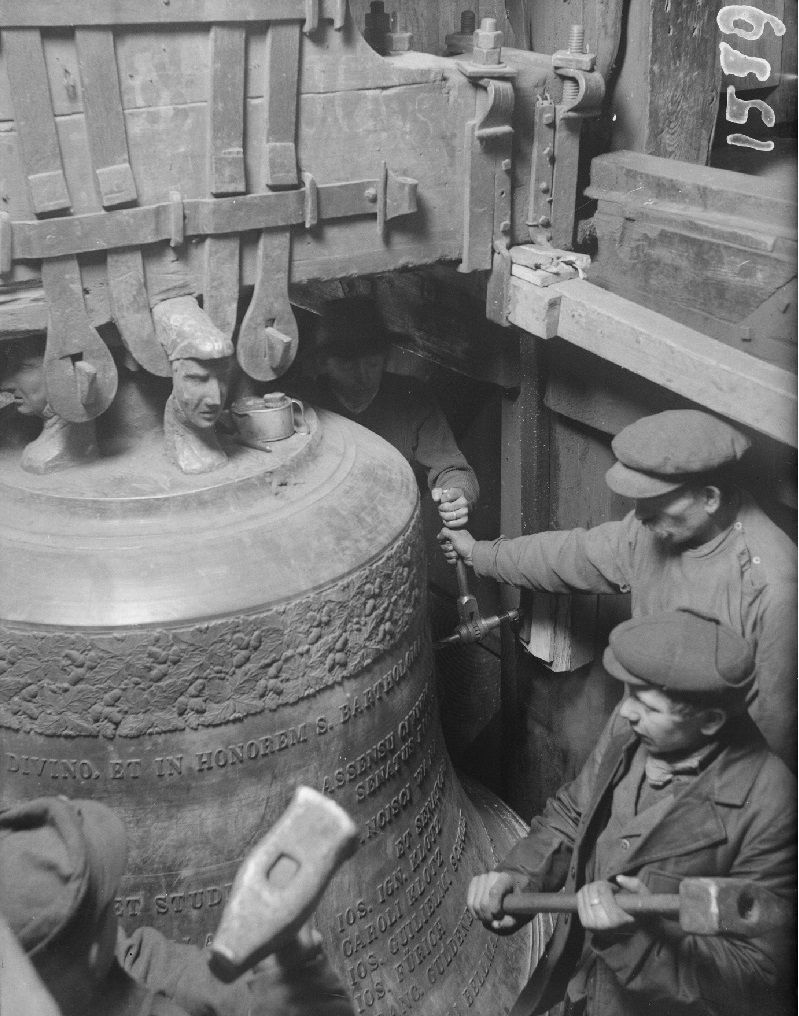

Pokračovala v rodinné tradici zdobení pláště zvonu ornamentálními pásy s florálními motivy, používala německé nápisy s vlastní signaturou, ucha korun zvonů byla tvořena ženskými obličeji.
- 1868 – zvon do farního kostela v Střeziměři[4]
- 1870 – zvon umíráček pro zvonici u kostela Stětí sv. Jana Křtitele, Praha, Chabry[6][7]
- 1870 – zvon Michal – kostel v Domašíně[4]
- 1870 – zvon "poledník" – farní chrám v Bělici u Neveklova[4]
- 1870 – zvon pro Kostel svatého Gotharda[8]
- 1871 – zvon Křížek – kostel sv. Vojtěcha, Praha, Nové Město, přelitý ze zvonu odlitého roku 1554 Brikcím z Cimperka, v první světové válce zrekvírován[4]
- 1875 – zvon pro Kostel Nejsvětější Trojice, Praha, Podskalí[4]
- 1872 – zvon svatý Josef – kostel sv. Jakuba staršího v Jakubu u Kutné Hory. Původně zvon ze 16. století přelit Annou Bellmannovou.[9]

### Osud zvonů
Drtivá většina zvonů z dílny Bellmannů, stejně jako těch ostatních, se nedochovala. V období první i druhé světové války byly zvony zabavovány pro vojenské účely a roztavovány na výrobu zbraní.
Z období působení Anny ve vedení zvonařské dílny Bellmannů se dochovaly tyto zvony:
- umíráček pro zvonici u kostela Stětí sv. Jana Křtitele, Praha, Chabry
- sv. Donatus pro Kostel všech svatých ve Slivenci
- 1872 – zvon svatý Josef – kostel sv. Jakuba staršího v Jakubu u Kutné Hory. Původní zvon ze 16. století přelitý Annou Bellmannovou.